# Žaneta Jaunzeme-Grende
Žaneta Jaunzeme-Grende, née le 10 mars 1964 à Olaine, est une femme politique lettonne, membre de l'Alliance nationale (NA) et ayant appartenu à Tout pour la Lettonie ! (VL). 

## Biographie
Femme d'affaires diplômée de l'université de Lettonie, elle a été vice-présidente, puis présidente de la chambre de commerce lettonne entre 2006 et 2011. Le 25 octobre 2011, elle est nommée ministre de la Culture de Lettonie. Elle démissionne le 16 septembre 2013. Un mois et demi plus tard, Dace Melbārde lui succède.